# Mírov
Mírov (deutsch Mürau) ist eine Gemeinde in Tschechien. Sie liegt sechs Kilometer nordwestlich von Mohelnice und gehört zum Okres Šumperk.

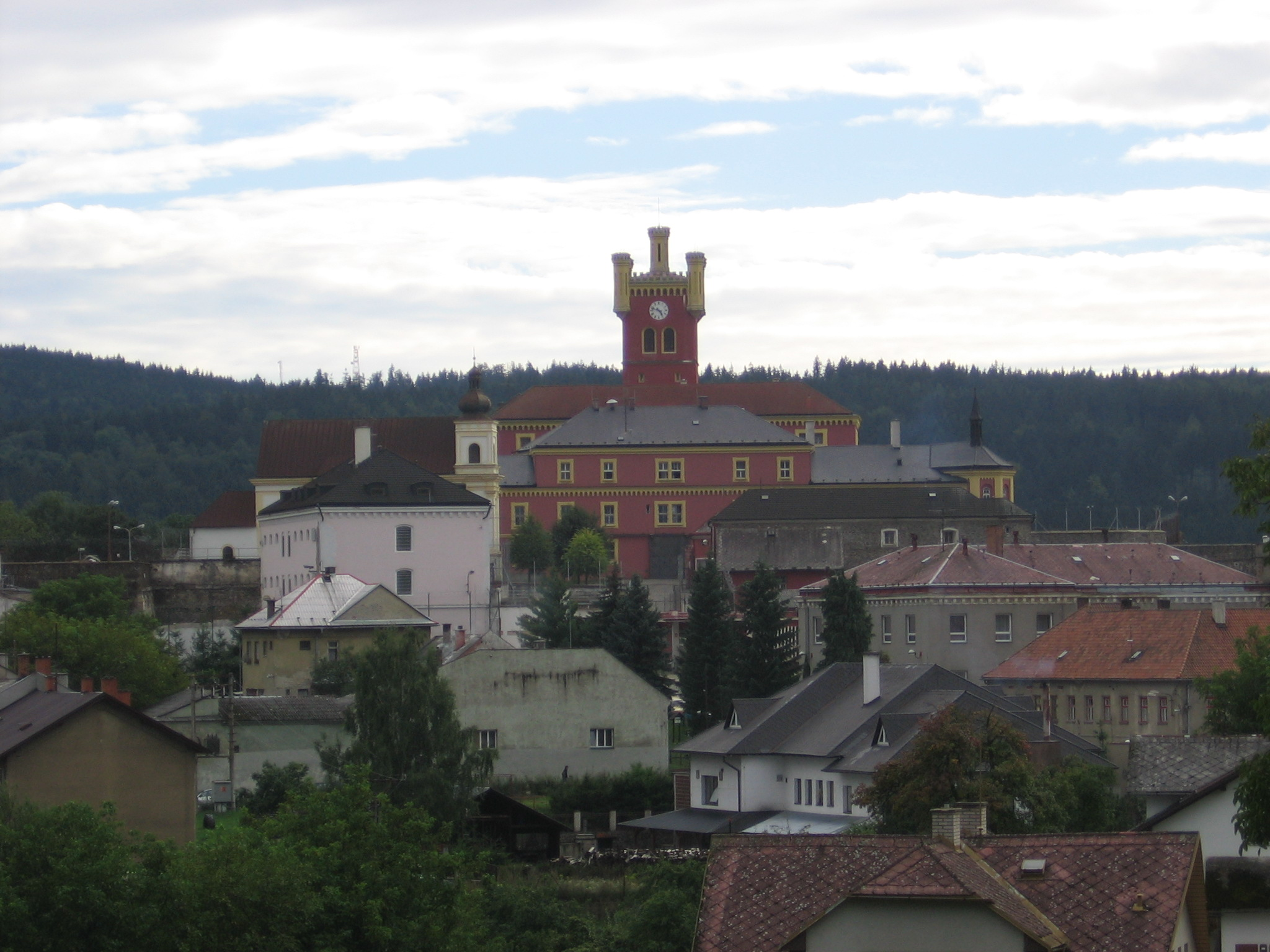
Gefängnis Mírov

## Geographie
Mírov befindet sich linksseitig über dem Tal der Mírovka in den Bergen des Mirovská vrchovina (Mürauer Bergland), eines Teils des Zábřežská vrchovina (Hohenstädter Berglandes). Südwestlich über dem Ort thront auf einer Kuppe die Strafanstalt Mírov. Nördlich erhebt sich die Studničná (Steinberg, 483 m) und im Süden der Vraní kopec (Rabenberg, 465 m).
Nachbarorte sind Krchleby, Nové Sady und Řepová im Norden, Květín im Nordosten, Libivá und Křemačov im Osten, Podolíčko und Podolí im Südosten, Mírovský Grunt, Vyšehorky, Líšnice, Zavadilka, Bušín und Studená Loučka im Süden, Svojanův Dvůr, Nový Maletín und Svojanov im Südosten, Mírovíček, Starý Maletín und Javoří im Westen sowie Dlouhá Ves im Nordwesten.

## Geschichte
Mírov wurde vermutlich im 12. Jahrhundert im Zuge der Kolonisation des Landes unter den Přemysliden gegründet. Die dem Bistum Olmütz gehörige Burg Mürau wurde 1266 erstmals urkundlich erwähnt und bildete neben Mohelnice eines der Zentren weiteren Besiedlung der Berglandes unter Bischof Bruno von Schauenburg und zugleich einen Gegenpol zur landesherrlichen Burg Úsov. Ab 1320 wurde der Gau Mürau und Müglitz zu einem bischöflichen Lehnsgebiet, die zugehörigen Güter wurden an verschiedene Vasallen, darunter die Vladiken von Zwole, Rájec und Mírov als Mannslehn ausgereicht. Vor der Burg entstand ein Städtchen. Mitte des 14. Jahrhunderts erfolgte die Verlagerung der bischöflichen Lehnsadministration von Müglitz auf die Burg Mürau, das Amt des Burgvogtes wurde den Vladiken von Zwole übertragen. Seit dem 14. Jahrhundert wurden Teile der Herrschaft zunehmend auch als Pfand gereicht. Die Burg diente zugleich als bischöflicher Jagdsitz und Kerker. Während der Hussitenkriege diente Mürau dem Bischof Johann von Bucca als Stützpunkt für sein 3000 Mann starkes Heer. 1424 versuchten die Hussiten erfolglos Mürau einzunehmen. In der zweiten Hälfte des 15. Jahrhunderts löste das Bistum die verpfändeten Teile wieder aus und vereinigte die Herrschaft zum Tafelgut des Bistums. Johann Filipec ließ 1484 die Befestigungsanlagen verstärken. Bis zum Ende des 16. Jahrhunderts wurde die Burg Mürau zum Zentrum der durch fortlaufende Erweiterungen entstanden vereinigten bischöflichen Herrschaft Mürau-Zwittau, zu der zwei Städte, zwei Märkte und 46 Dörfer gehörten.
1643 wurde Mürau im Dreißigjährigen Krieg von den Schweden besetzt und gebrandschatzt. Wegen der Türkengefahr ließ Bischof Karl II. die mittelalterliche Burg zwischen 1679 und 1694 zu einer mächtigen barocken Festungsanlage umbauen. Im Jahre 1750 wurde auf der Festung ein Priestergefängnis für das gesamte Bistum eingerichtet und die bisher auf der Burg Hochwald untergebrachten Gefangenen nach Mürau verbracht. 1762 entstand ein Neubau für dieses „Zuchthaus für den geistlichen Stand“, das 1801 auf Teile der alten Burg erweitert wurde. 1839 war auf der Festung Mürau das größte Zeughaus Mährens.
1848 hatte der Markt Mürau 2400 Einwohner. Nach der Aufhebung der Patrimonialherrschaften bildete Mürau mit den Ortsteilen Müraugrund, Möhrdörfel und Neustift ab 1850 eine Marktgemeinde im Bezirk Hohenstadt. Erzbischof Friedrich Egon von Fürstenberg verkaufte die Festung 1854 der k.k. Monarchie. Im Jahr darauf erfolgte die Auflösung der Waffenkammer und 1856 der Umbau der Festung zu einem der größten Zuchthäuser für Schwerverbrecher in den Böhmischen Ländern. Dies hatte jedoch zur Folge, dass die Zahl der Einwohner stetig sank. Im Jahre 1900 bestand Mürau aus 130 Häusern und hatte einschließlich der Zuchthausinsassen 1740 Einwohner, davon 1243 Deutsche und 489 Tschechen. Von den Einwohnern lebten 1139 in Markt Mürau (31 Häuser, einschließlich des Zuchthauses), 335 in Mürauer Grund (57 Häuser), 152 in Neustift (23 Häuser) und 114 in Möhrdörfl (19 Häuser). Bis zur Gründung der Tschechoslowakei war das am Rande des Schönhengstgaus gelegene Städtchen deutsch besiedelt. Danach siedelte sich eine tschechische Minderheit an, die vornehmlich aus dem Personal der Strafanstalt bestand. 1930 hatte Mürau / Mírov 1016 Einwohner, darunter waren 651 Deutsche und 339 Tschechen.
Am 10. Oktober 1938 marschierten die deutschen Truppen nach dem Münchner Abkommen in Mürau ein. Die meisten Tschechen verließen daraufhin Mürau. Die Marktgemeinde wurde dem Deutschen Reich zugeschlagen und gehörte bis 1945 zum Landkreis Hohenstadt. 1939 hatte Mürau 725 Einwohner. Während der Zeit des Nationalsozialismus diente das Gefängnis zunächst als Strafanstalt für politische Gefangene und Untersuchungshäftlinge. 1942 erfolgte eine Umnutzung des Strafanstalt als Tuberkulose-Gefängnis für slawische Häftlinge. Aus den Haftanstalten des gesamten Reichsgebietes wurden bis 1945 ca. 700 an TBC erkrankte Tschechen und Polen in die kalten und nassen Räume auf der Festung Mürau verbracht. Von den rund 3500 zwischen 1938 und 1945 inhaftierten Personen verstarb etwa ein Fünftel.
Nach dem Zweiten Weltkrieg wurden die Deutschen 1945 aus Mírov vertrieben. Nach der Machtübernahme durch die Kommunisten wurde die Strafanstalt Mírov wiederum zur Unterbringung politischer Gefangener genutzt. 1948 verlor Mírov den Status als Městys. 1950 lebten dem Dorf 676 Menschen in 94 Häusern. Zum Ende des Jahres 1960 wurde der Okres Zábřeh aufgelöst und die Gemeinde dem Okres Šumperk zugeordnet. 1976 wurde Mírova nach Řepová eingemeindet und mit diesem zusammen 1980 in die Stadt Mohelnice eingegliedert. 1990 erhielt das Dorf seine Selbstständigkeit zurück. Im Jahre 1991 bestand der Ort aus 79 Wohngebäuden mit 407 Bewohnern. Das Gefängnis dient heute als Strafvollzugseinrichtung für Schwerkriminelle.

## Gemeindegliederung
Für die Gemeinde Mírov sind keine Ortsteile ausgewiesen. Zu Mírov gehören die Ortslagen Mírovský Grunt (Müraugrund), Mírovíček (Möhrdörfel) und Nové Sady (Neustift).

## Sehenswürdigkeiten
Markantestes Bauwerk ist die neogotische Strafanstalt Mírov (Věznice Mírov). Der aus einer mittelalterlichen Burg der Olmützer Bischöfe aus dem 13. Jahrhundert hervorgegangene Gebäudekomplex wurde zwischen 1679 und 1684 zu einer barocken Festungsanlage umgebaut. 1856 erfolgte die Umnutzung zum Zuchthaus. Die Anlage dient noch heute als Haftanstalt.
In dem burgnahen Park gibt es den Platz des gefangenen Pfarrers Christoph Alois Lautner, wo sich ein Denkmal für die Opfer der Hexenverfolgung befindet.
Im Zentrum des Ortes steht die Ruine der barocken Kirche St. Maria Magdalena, die im letzten Drittel des 17. Jahrhunderts nach Plänen von Giovanni Pietro Tencalla erbaut wurde.